# (25560) Chaihaoxi
(25560) Chaihaoxi est un astéroïde de la ceinture principale d'astéroïdes.

## Description
(25560) Chaihaoxi est un astéroïde de la ceinture principale d'astéroïdes. Il fut découvert le 10 décembre 1999 à Socorro (Nouveau-Mexique) par le projet LINEAR. Il présente une orbite caractérisée par un demi-grand axe de 2,37 UA, une excentricité de 0,18 et une inclinaison de 8,1° par rapport à l'écliptique.